# Olympische Sommerspiele 1992/Teilnehmer (Malta)
| Gelbes Symbol für Goldmedaillen mit stilisierten Olympischen Ringen | Graues Symbol für Silbermedaillen mit stilisierten Olympischen Ringen | Braundes Symbol für Bronzemedaillen mit stilisierten Olympischen Ringen |
| ------------------------------------------------------------------- | --------------------------------------------------------------------- | ----------------------------------------------------------------------- |
| —                                                                   | —                                                                     | —                                                                       |

Malta nahm an den Olympischen Sommerspielen 1992 in Barcelona mit einer Delegation von sechs Sportlern (drei Männer, drei Frauen) teil. Es war die zehnte Teilnahme Maltas an Olympischen Sommerspielen.

## Flaggenträger
Die Judoka Laurie Pace trug die Flagge Maltas während der Eröffnungsfeier im Estadi Olímpic Lluís Companys.

## Teilnehmer nach Sportarten

### Judo
| Athleten       | Wettbewerb        | 1. Runde      | 1. Runde               | Achtelfinale  | Achtelfinale  | Viertelfinale | Viertelfinale | Hoffnungsrunde Halbfinale | Hoffnungsrunde Halbfinale | Halbfinale    | Halbfinale    | Hoffnungsrunde Finale | Hoffnungsrunde Finale | Finale        | Finale        | Rang          |    |
| Athleten       | Wettbewerb        | Gegner        | Ergebnis               | Gegner        | Ergebnis      | Gegner        | Ergebnis      | Gegner                    | Ergebnis                  | Gegner        | Ergebnis      | Gegner                | Ergebnis              | Gegner        | Ergebnis      | Rang          |    |
| -------------- | ----------------- | ------------- | ---------------------- | ------------- | ------------- | ------------- | ------------- | ------------------------- | ------------------------- | ------------- | ------------- | --------------------- | --------------------- | ------------- | ------------- | ------------- | -- |
| Herren         |                   |               |                        |               |               |               |               |                           |                           |               |               |                       |                       |               |               |               |    |
| Jason Trevisan | Leichtgewicht     | Sieg          | -                      | Niederlage    | -             | ausgeschieden | ausgeschieden | ausgeschieden             | ausgeschieden             | ausgeschieden | ausgeschieden | ausgeschieden         | ausgeschieden         | ausgeschieden | ausgeschieden | ausgeschieden | 22 |
| Damen          |                   |               |                        |               |               |               |               |                           |                           |               |               |                       |                       |               |               |               |    |
| Laurie Pace    | Halbmittelgewicht | Barbara Harel | Niederlage durch Ippon | ausgeschieden | ausgeschieden | ausgeschieden | ausgeschieden | ausgeschieden             | ausgeschieden             | ausgeschieden | ausgeschieden | ausgeschieden         | ausgeschieden         | ausgeschieden | ausgeschieden | ausgeschieden | 20 |

### Leichtathletik
Laufen und Gehen 
| Athleten        | Wettbewerb | Vorlauf         | Vorlauf | Viertelfinale | Viertelfinale | Halbfinale    | Halbfinale    | Finale        | Finale        | Rang |
| Athleten        | Wettbewerb | Zeit            | Rang    | Zeit          | Rang          | Zeit          | Rang          | Zeit          | Rang          | Rang |
| --------------- | ---------- | --------------- | ------- | ------------- | ------------- | ------------- | ------------- | ------------- | ------------- | ---- |
| Damen           |            |                 |         |               |               |               |               |               |               |      |
| Deirdre Caruana | 100 m      | 12,59 s         | 8       | ausgeschieden | ausgeschieden | ausgeschieden | ausgeschieden | ausgeschieden | ausgeschieden | -    |
| Deirdre Caruana | 200 m      | 25,28 s         | 8       | ausgeschieden | ausgeschieden | ausgeschieden | ausgeschieden | ausgeschieden | ausgeschieden | -    |
| Carol Galea     | 800 m      | disqualifiziert | -       | ausgeschieden | ausgeschieden | ausgeschieden | ausgeschieden | ausgeschieden | ausgeschieden | -    |
| Carol Galea     | 1500 m     | 4:33,41 m       | 9       | ausgeschieden | ausgeschieden | ausgeschieden | ausgeschieden | ausgeschieden | ausgeschieden | -    |

### Schießen
| Herren          |      |     |    |
| Horace Micallef | Trap | 137 | 39 |

### Segeln
| Herren                |            |       |    |
| Jean-Paul Fleri Soler | Windsurfen | 331,0 | 33 |

## Weblink
- Olympiamannschaft Maltas 1992 in der Datenbank von Sports-Reference (englisch; archiviert vom Original)